# Marco Salom
Marco Salom (Piacenza, 21 marzo 1966) è un regista, produttore cinematografico e compositore italiano.

## Biografia
Marco Salom è un regista, visual artist e produttore nonché fondatore della casa di produzione AngelFilm. Si è formato negli anni '90 presso la Filmmaster Group dove si è occupato della produzione di spot pubblicitari, videoclip musicali, ideazione e produzione di trasmissione televisive, produzione di eventi musicali e sponsorizzazioni di artisti internazionali. Ha collaborato con artisti di spicco del panorama musicale italiano e internazionale.
Nei numerosissimi videoclip realizzati, ha diretto diversi attori del panorama cinematografico italiano, tra cui Carolina Crescentini, Claudia Gerini, Giulia Bevilacqua, Isabella Ragonese, Francesco Montanari, Alessandro Roja, Sarah Felberbaum, Luca Argentero, Caterina Shulha, Silvio Muccino, Checco Zalone, Stefano Fresi, Martina Codecasa, Giulio Beranek, Marco Cocci, Edoardo Natoli, Antonia Liskova, Alessia Barela, Fabio Troiano, Francesca Valtorta.
È stato produttore di numerosi eventi live, come l'Heineken Music Club e degli eventi musicali (Elisa all'Opera - Paolo Conte al Louvre) realizzati a Parigi nel marzo 2008 pro Expo Milano 2015. Molti gli spot diretti e/o prodotti tra cui le campagne per la agenda Smemoranda con protagonisti vari comici di Zelig quali Antonio Albanese, Checco Zalone, Katia & Valeria e Giovanni Vernia e i commercials FIAT Freemont black code Stylophonic. Produttore e co-ideatore di diverse trasmissioni televisive: tra le altre Jammin Italia 1, Tele-visioni su Canale 5, Crimen su Rete 4.
Ha realizzato la produzione televisiva e il DVD di diversi live di Luciano Ligabue (Campovolo, Live Stadio Olimpico, Live San Siro, Live Arena di Verona) e Laura Pausini. Marco Salom ha anche collaborato alla composizione delle colonne sonore dei film Ricordati di me di Gabriele Muccino del 2003 e L'uomo perfetto di Luca Lucini del 2005. Nel 2011 ha prodotto e diretto a Los Angeles gli spot web Montegrappa con protagonista Sylvester Stallone.
Sempre nel 2011 ha diretto il docufilm Ligabue Campovolo - Il film 3D, distribuito da Medusa in 385 sale cinematografiche mentre in TV è andato in onda su Sky Cinema 1 e Sky 3D. Il lungometraggio ha realizzato il miglior incasso italiano di tutti i tempi per un film musicale.
Nel 2014 ha prodotto e diretto a Los Angeles il docufilm Dogo in LA (MTV). Nel 2018 ha diretto il docufilm Cracco Confidential (Discovery Europe). Sempre nel 2018 ha prodotto e diretto il docufilm Haiti (Taormina Film Festival, Riviera International Film Festival, Visioni dal Mondo).
Nel 2021 dirige e realizza l'opera visiva in onda al Padiglione Italia di Expo Dubai per tutta la sua durata. Sempre nel 2021 dirige e cura la produzione esecutiva della versione televisiva dello spettacolo teatrale "Sono ancora vivo" con protagonista Roberto Saviano.
Nel 2022 realizza e dirige la versione televisiva di "È questa la vita che sognavo da bambino" con protagonista Luca Argentero, in programmazione su Amazon Prime Video.
Nel 2023 scrive e dirige il docufilm "Ligabue 30 anni in un giorno" distribuito da Vision e disponibile su Amazon Prime Video.
Sempre nel 2023 la sua esposizione di Visual Art con il concept "Another World" a Piacenza.
Nel 2024 espone le opere al Mia Fair di Milano per la Fondazione Francesca Rava.
Sempre nel 2024 espone nel Museo Marv per la rassegna d'arte "Gradara Contemporanea" con il patrocinio della Direzione Regionale Musei Nazionali Marche, della Rocca Demaniale di Gradara e del Consiglio Regionale delle Marche.
Nel 2025 espone con una personale che ha lo stesso titolo della tecnica esclusiva dell'artista, "Triple Layer Art", a cura di Matteo Sormani di Art Preview. La mostra, fisicamente a Rimini c/o la Galleria Augeo e online su Artsy (i curatori di Artsy hanno selezionato l'esposizione tra molte ed inserita in una short list di 20 a livello internazionale)

### Vita privata
Marco Salom è stato fidanzato con le attrici Claudia Gerini, Sarah Felberbaum e Carolina Crescentini.

## Filmografia musicale

### Videoclip (come regista)
- Alessandra Amoroso - Urlo e non mi senti / Grito y no me escuchas[21] (2010), Dove sono i colori[21] (2011), È vero che vuoi restare / Este amor lo vale[21] (2011)
- Alexia - Star (2010)
- Almamegretta - Sempre (1999)
- Annalisa - Diamante lei e luce lui[22] (2011)
- Arisa - Voce (2016), Ricominciare ancora (2020)
- Articolo 31 - Guapa loca (feat. Carmelo Saenz Mendoza) (2000)
- Checco Zalone - Siamo una squadra fortissimi (2006)
- Chenoa - Rutinas (2005)
- Chiara Civello - Problemi (2012)
- Chiara Galiazzo - Due respiri (2012), Un giorno di sole (2014), Il rimedio la vita e la cura (2014)
- Club Dogo - Weekend (2014), Soldi[23] (2014), Lisa (2015)
- Elisa - Stay (2006) [prima versione], Sometime Ago (2011)
- Emma - Io son per te l'amore (2011), Tra passione e lacrime (2011), Non è l'inferno (2012), Cercavo amore (2012), Trattengo il fiato (2014)
- Enrico Ruggeri - Quello che le donne non dicono (feat. L'Aura) (2012)
- Eros Ramazzotti - Questa nostra stagione / Este tiempo tan nuestro (2013)
- Federico Scavo - Parole parole (2015)
- Finley - Il meglio arriverà (feat. Edoardo Bennato) (2012)
- Francesca Michielin - Sola (2012), Tutto quello che ho (2012), Se cadrai (2013)
- Gelo - La gioventù sballata (2015)
- Get Far - The Radio (feat. H-Boogie) (2009)
- Giorgia - Per fare a meno di te (2008)
- Gué Pequeno - Scappati di casa (2014)
- L'Aura - Irraggiungibile[24], Domani[24] (2006),  Basta!, Nell'aria (2008), Come spieghi[21] (2010)
- Laura Pausini - Fidati di me / Fíate de mí (2001)
- Le Mani - Il lago (feat. Federico Zampaglione) (2012)
- Leonardo Cecchi & Beatrice Vendramin - Incredibile (2016)

- Ligabue - Sono qui per l'amore[25] (2006), Il centro del mondo[26] (2008), Il mio pensiero (2008), Un colpo all'anima (2010), Quando canterai la tua canzone (2010), La linea sottile (2010), Ci sei sempre stata (2010), Il meglio deve ancora venire (2011), Il peso della valigia (2011), Ora e allora (2011), M'abituerò (2012), Sotto bombardamento (2012), Luci d'America (2019), Certe donne brillano[27] (2019)
- Marco Carta - Mi hai guardato per caso (2012), Necessità lunatica (2012), Splendida ostinazione (2014)
- Mario Lavezzi - Non è una bella idea (2011)
- Moreno - Che confusione (2013), Sapore d'estate (2013), Prova microfono (2014)
- Mr. Brown for Haiti - Mr. Brown Is Back in Town[28] (2010), The Man with the Mac (2012)
- Negrita - Non ci guarderemo indietro mai (2001)
- Nek - La voglia che non vorrei / Deseo que ya no puede ser (2009), Semplici emozioni / Simples emociones (2009), Vulnerabile[21] (2011), Congiunzione astrale / Conjunción astral (2013), La metà di niente / La mitad de nada (feat. Sergio Dalma) (2013)
- Nesli - Andrà tutto bene (2014)
- Paola Turci - Le storie degli altri (2012)
- Paolo Conte - Intimità (2008)
- Paolo Vallesi - Estate 2016 (2016)
- Pino Daniele - Cosa penserai di me (1999), Neve al sole (1999)
- Planet Funk - Lemonade (2008), Too Much TV (2009)
- Raf - Controsenso (2012)
- Sergio Cammariere - Nessuna è come te (2005)
- Shiva - Fendi belt (feat. Paky) (2021)
- Sister Cristina - Like a Virgin (2014)
- Skin - Tear Down These Houses (2008)
- Syria - Lontana da te (2017)
- Tazenda - La ricerca di te (2007)
- The Zen Circus - Nati per subire (2011)
- Vinicio Capossela - Scatà scatà (Scatafascio) (1998)
- Virginio - Ad occhi chiusi (2011), Sale (2011)
- Zoosters - Tonite (feat. M. Coleman) (2013)

### Videoclip (come produttore)
- Andrea Bocelli - My Christmas (2009)
- Artisti Uniti per l'Abruzzo - Domani (2009) [regia di Ambrogio Lo Giudice]
- Cesare Cremonini - Al telefono (2019) [regia di Giorgio John Squarcia]
- Chiara Canzian - E ti sento (2010) [regia di Roberto "Saku" Cinardi]
- Elisa - Gli ostacoli del cuore (2006) [regia di Luciano Ligabue], Someone to Love (2010) [regia di Marco Gentile]
- FSC - Vivere per sempre così (2007)
- Gabin - Into My Soul (feat. Dee Dee Bridgewater) (2004) [regia di Daniele Persica]
- Giorgia - Parlo con te (2007) [regia di Daniele Persica]
- Irene Grandi - Otto e mezzo (1997), Eccezionale (1999), La tua ragazza sempre (2000)
- Jovanotti - Tensione evolutiva (2012) [regia di Gabriele Muccino]
- L'Aura - Radio Star (2005) / Today (2005) / Una favola (2005) / Non è una favola (2007) [regia tutto di Maki Gherzi], È per te (2007) [regia di Romana Meggiolaro]
- Laura Pausini - Un'emergenza d'amore (1998) [regia di Norman Watson], La mia risposta (1999) [regia di Luca Lucini], Tra te e il mare (2000) & Il mio sbaglio più grande (2001) [regia ambedue di Alberto Colombo], Volevo dirti che ti amo (2001) [regia di Luca Lucini], E ritorno da te (2001) [regia di Gabriele Muccino], Una storia che vale (2002) [regia di Daniele Persica], Surrender (2003) [versione europea, regia di Gaetano Morbioli]
- Le Vibrazioni - Insolita (2008)
- Ligabue - Ho perso le parole (1998) [regia di Alessandro Cappelletti], Metti in circolo il tuo amore (1998) [regia di Alessandra Pescetta], Le donne lo sanno (2006) [regia di Silvio Muccino], Happy Hour (2006) [regia di Fabio Jansen], Cosa vuoi che sia (2006) [regia di Alex Infascelli], Niente paura (2007) [regia di Romana Meggiolaro], Buonanotte all'Italia (2007) [regia di Daniele Persica], Polvere di stelle (2019) [regia di Paolo Monico], La ragazza dei tuoi sogni (2020) & Volente o nolente[29] (feat. Elisa) (2020) [regia ambedue di YouNuts!], Mi ci pulisco il cuore[30] (2021) [regia di Davide Vicari]
- Luca Carboni - La mia ragazza (1999) [regia di Francesco Fei], C'è (2007) [regia di Fabio Luongo]

- Malika Ayane - Feeling Better (2008) [regia di Marco Gentile]
- Marlene Kuntz - Musa (2007) [regia di Laura Chiossone]
- Marracash - Estate in città (2008) [regia di Cosimo Alemà]
- Mondo Marcio - Dentro alla scatola (2006) & Nessuna via d'uscita (2006) [regia ambedue di Laura Chiossone], Generazione X (2007) [regia di Riccardo Struchil]
- Negramaro - Estate (2005) [regia di Silvio Muccino], Nuvole e lenzuola (2006) [regia di Maki Gherzi], Parlami d'amore (2007) [regia di Riccardo Struchil]
- Negrita - Bambole (2001)
- Nek - Sei solo tu  (feat. Laura Pausini) (2002), Parliamo al singolare (2002), Cielo e terra (2002), Almeno stavolta (2003), L'anno zero (2004), Lascia che io sia (2005) [regia di Maki Gherzi], Contromano (2005) & L'inquietudine (2006) [regia ambedue di Fabio Jansen], Instabile (2006) [regia di Cosimo Alemà], Nella stanza 26 (2007), Se non ami (2009) [regia di Stefano Poletti], E da qui (2010) [regia di Roberto "Saku" Cinardi]
- Nena - Nella tua mente (2009) [regia di Marco Gentile]
- Nina Zilli - Bacio d'a(d)dio (2010) [regia di Roberto "Saku" Cinardi]
- Raf - Infinito (2001), Passeggeri distratti (2006)
- Roberto Angelini - Gattomatto (2003) [regia di Cosimo Alemà]
- Rio - Sei quella per me (2004) & La mia città (2004) [regia ambedue di Kal Karman], Come ti va (2006) [regia di Alex Infascelli], Dimmi (2007) [regia di Cosimo Alemà]
- Sergio Cammariere - Libero nell'aria (2004) [regia di Cosimo Alemà]
- Stadio - Mi vuoi ancora (2005) [regia di Silvio Muccino]
- Tiziano Ferro - Xdono (2001) / L'olimpiade (2001) / Imbranato (2002) [regia tutto di Matteo Pellegrini], Le cose che non dici (2002) [regia di Cosimo Alemà], Stop! Dimentica (2006) [regia di Antti Jokinen]
- Verdena - Viba (2000) [regia di Francesco Fei], Scegli me (Un mondo che tu non vuoi) (2011) [regia di Roberto "Saku" Cinardi]

### Live
- Laura Pausini - Live Milano Forum Assago
- Ligabue - Campovolo (2005)

### Documentari
- Elisa - Ivy the Film (2010)
- Ligabue Campovolo il film 3D (2011) Medusa/Netflix
- Club Dogo - Dogo in LA (2014)
- Haiti (Taormina Film Festival, Riviera Film Festival, Visioni dal mondo)
- Cracco Confidential (2018) Discovery Europe
- Sono ancora vivo (2021 Teatro Carcano) con Roberto Saviano
- "E' questa la vita che sognavo da bambino" con Luca Argentero (2022) Amazon Prime Video
- Ligabue 30 anni in un giorno (2023) Friends and Partners,Riservarossa/Bamboo Production,Vision Distribution

## Riconoscimenti
- 2006: Premio Roma Videoclip[12]
- 2008: Premio Roma Videoclip[12]
- 2008: Premio Videoclip Italiano[12]
- 2008: Premio Mediastars[12]
- 2009: Premio Mediastars[12]
- 2010: Premio Mediastars[12]
- 2011: Premio Videoclip Italiano[12]